# Vadász György
Vadász György (Budapest, 1933. február 18. – Szentendre, 2024. március 3.) a Nemzet Művésze címmel kitüntetett, Kossuth- és Ybl Miklós-díjas magyar építész, szobrász, a Gellérthegyi víztározó, az újlipótvárosi Radnóti Miklós Művelődési Központ, valamint Zalaegerszeg és Pásztó modern belvárosának tervezője. 2011-ben Prima Primissima díjat kapott.

## Életpályája

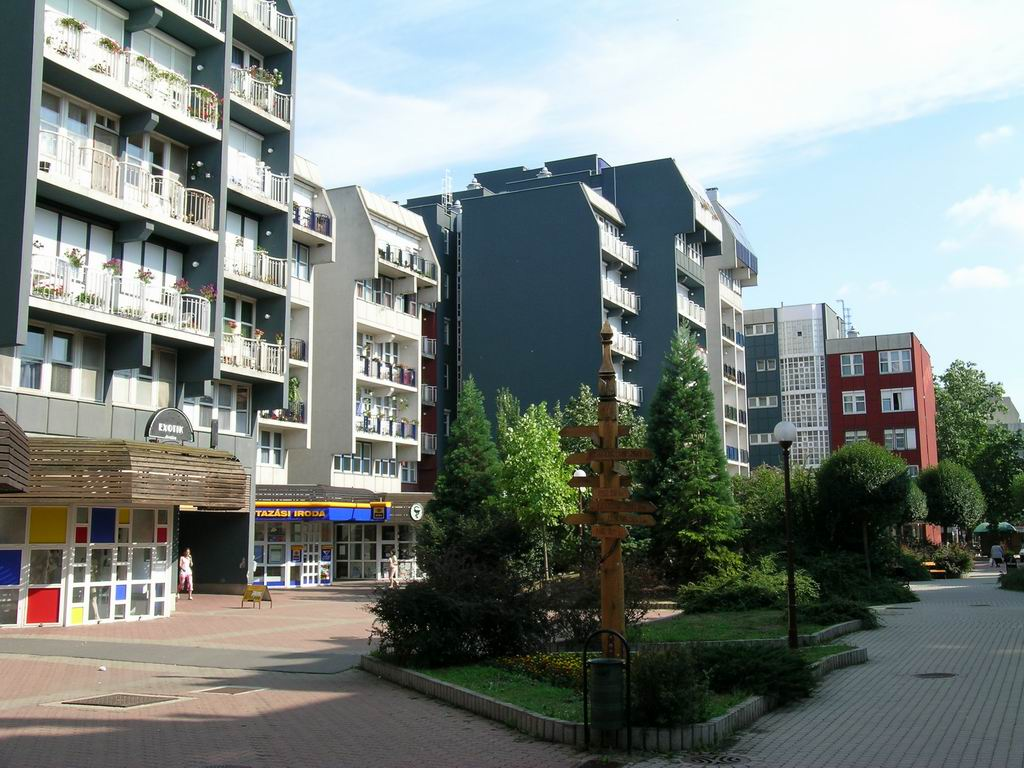
Zalaegerszeg: "Csipkeházak" (1976-80)

Építészcsaládba született: édesapja, Vadász Mihály (1900–1967) a két világháború közötti magyar építészet kiemelkedő alakja, Preisich Gábor alkotótársa, de nagyapja, Vadász Károly (1876–1944) is építésznek tanult, Pogány Móric irodájában is dolgozott (diplomát nem szerzett).
A Toldy Ferenc Gimnáziumban érettségizett, majd 1952–1957 között építészmérnöki diplomát szerzett a Műegyetemen. Itt kötött életre szóló barátságot Iványi Lászlóval, Tokár Györggyel, Kévés Györggyel és ifj. Rimanóczy Gyulával. Legfontosabb egyetemi tanárai Weichinger Károly és Dávid Károly voltak, egy visszaemlékezésben azonban Jánossy Györgyöt említi igazi mestereként.
1957-ben a Budapesti Városépítési Tervező Iroda (BUVÁTI) munkatársa, majd 1957–1964 között az Ipari Épülettervező Vállalat csoportvezető építésze lett. 1958–1961 között elvégezte a MÉSZ Mesteriskoláját. 1964–1985 között a BUVÁTI osztályvezető építésze. 1978-tól tanított a MÉSZ Mesteriskolájában; 1983-tól a Budapesti Városszépítő Egyesület vezetőségi tagja. 1983–1987 között Baja főépítészeként dolgozott, 1986–1998 között pedig Pásztón töltött be hasonló posztot. 1985-ben címzetes egyetemi tanári rangot kapott. 1985–1988 között az Artunion Széchenyi Építőművész stúdió, majd 1989–1990-ben a Déldunántúli Tervező Vállalat (PÉCSITERV) budapesti irodájának vezetője volt.
1991-ben hozta létre saját építészirodáját, Vadász és Társai Építőművész Kft.  néven. A műhelyben a mai magyar építészet közép- és fiatal generációjának számos tagja szerzett meghatározó élményeket, többek közt Vadász két gyermeke, György és Bence, Miltényi-Miltenberger Miklós, Váncza László, Fernezelyi Gergely és Basa Péter.

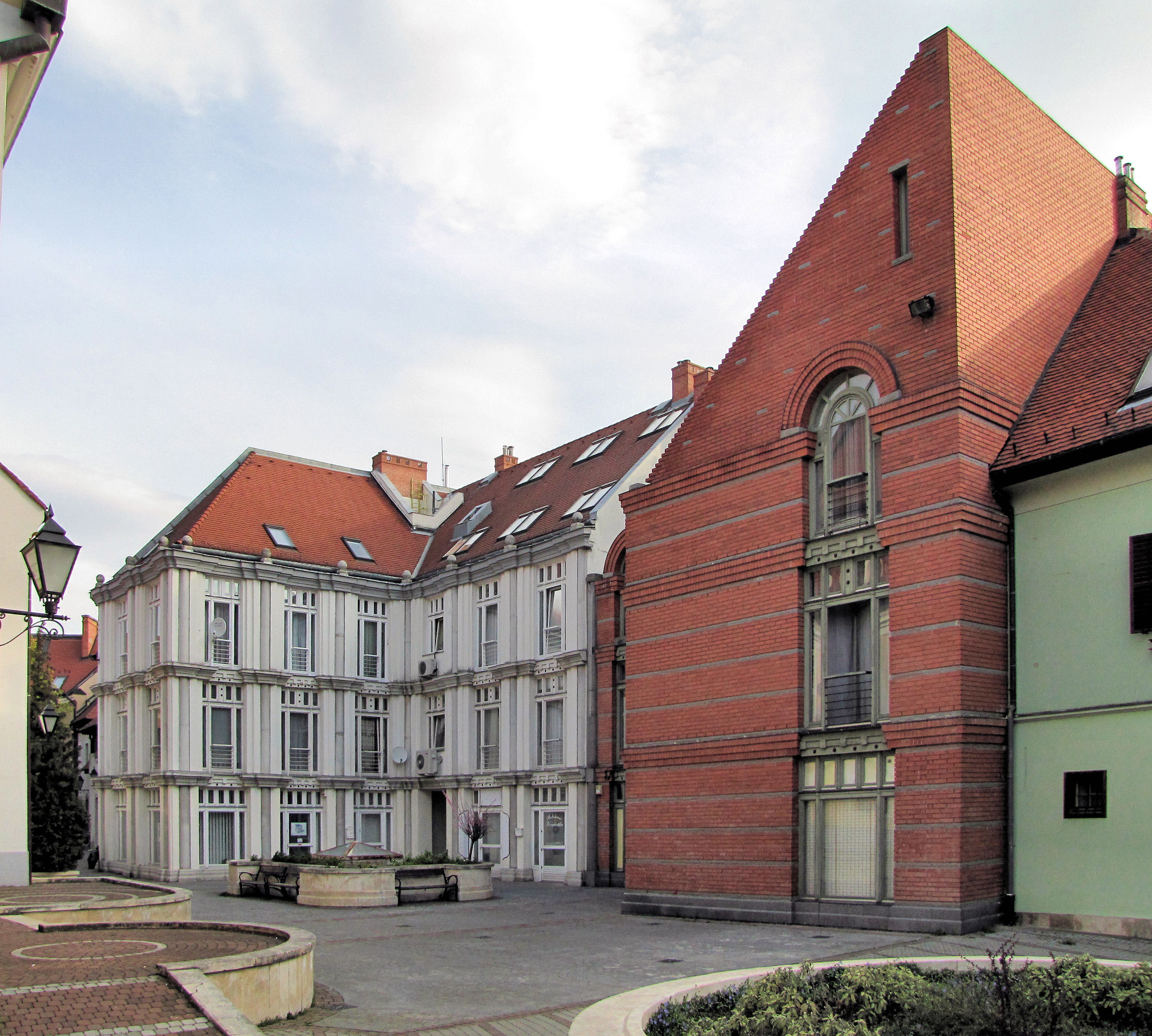
Palladio előtti tisztelgés: a két székesfehérvári polgárház, 1994

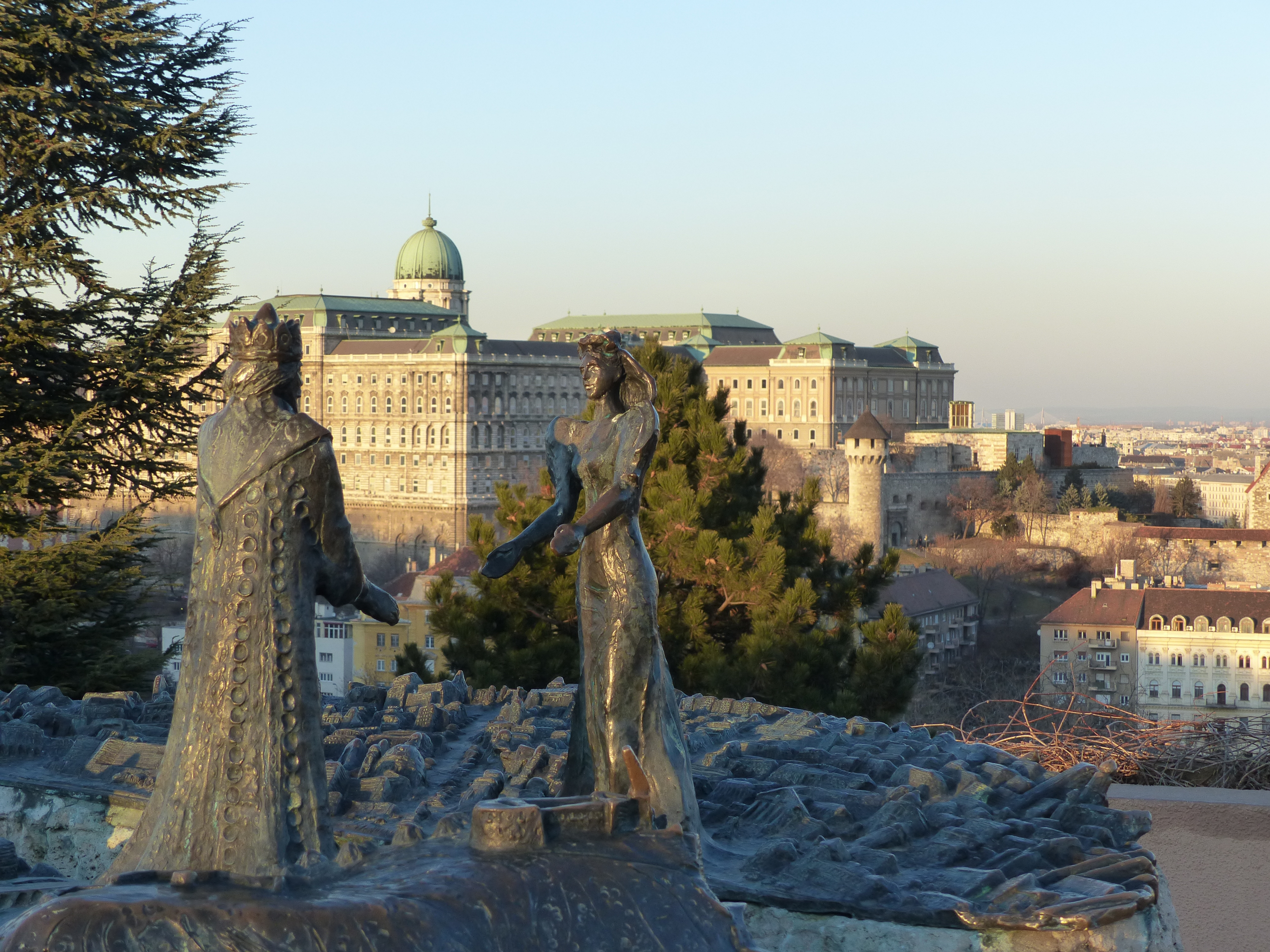
Buda hercege és Pest hercegnője

Első komoly szakmai elismerését, az Ybl-díj II. fokozatát 39 évesen kapta a Tétényi úti 258 ágyas kórház-pavilon épületéért. Az itt érezhető, konvencionálisan modern formálás már a Jókai téri MEDOSZ-székház épületénél érezhetően oldódik, más korabeli munkáinál, például az Árnyas utcai lakóház vagy a Gellérthegyi víztároló esetében pedig szinte szobrászi, természetes előképeket idéző részletek lágyítják.
A szobrászi formák iránti érdeklődése számos gyümölcsöző művészeti együttműködéshez vezetett. Az ilyen esetekben többnyire a háttérbe szoruló építészetet a képzőművészeti alkotások egyenrangú partnerévé emelte. Legjelentősebb ilyen típusú munkái a mohácsi csata és a muhi csata helyszínén kialakított történelmi emlékparkok. 1984-ben a 41. Velencei Képzőművészeti Biennálé magyar pavilonjában Varga Imre szobrai mellett állította ki építészeti rajzait, fotókat, maketteket. 1985-ben Bódy Gábor portréfilmet készített róla.
Munkáinak meghatározó csoportját adják a lakóházak, illetve a város-léptékű beépítések. Utóbbiak közül a legelső, Zalaegerszeg még a késő modern stílusában, előre gyártott szerkezetekből indult, de a későbbi fázisokra már egyértelműen posztmodern jegyeket öltött. Pásztón már ez az utóbbi meghatározó, akárcsak az 1994-ben elkészült, történelmi épületformákkal játszó székesfehérvári polgárházakon. Vadász az 1990-es évek közepén azonban határozott váltással a korai modernhez nyúlt vissza; ekkori épületei, közülük is elsősorban az 1996-os New Bauhaus-lakónegyed nagy szerepet játszottak abban, hogy a névadó iskola stílusa újból népszerűvé vált a hazai építészetben. Saját, egyszerűségében is kortársi modern családi házával 1996-ban elnyerte az Év Háza-díjat.
1998-ban Kossuth-díjat kapott. 1999-ben DLA-fokozatot szerzett. 2000-ben első díjat nyert azon a meghívásos tervpályázaton, amelyet a Nemzeti Színház Siklós Mária-féle terveinek átalakítására írtak ki, de munkája nem valósult meg. Ugyanebben az évben a hannoveri világkiállításon az általa tervezett, hajószerű pavilon képviselte Magyarországot, komoly nemzetközi sikert aratva. 2007-ben vehette át aranydiplomáját.
Bár sosem kötelezte el magát egyetlen irányzat vagy csoportosulás mellett, Vadász György a kortárs magyar építészet meghatározó, befolyásos személyisége. Az „Öreg” személyéhez számos anekdota kötődik. 70. születésnapjára barátai, építész, művész kollégái kötetben tisztelegtek előtte. Ebben olvasható Miklós Zoltán, a Vadász és Társai építészének egypercese, amely jól lefesti Vadász különleges státuszát.
„Az alábbi instrukciók gondos betartása mellett
bárki elkészítheti saját Vadász Györgyét.
Végy egy embert, aki mindenki másnál többet
épít
rajzol
ír
szkanderezik
iszik
szerepel botrányokban és legendákban
lelkesedik
szeret
tapasztal
él
Kész van.”

## Díjai, elismerései
- Ybl Miklós-díj (1972)
- Magyar kultúráért Érdemérem – arany fokozat (1976)
- Pro Urbe díj (1979)
- Pro Arte díj (1984)
- A Magyar Köztársasági Érdemrend kiskeresztje (1993)
- Pro Architectura-díj (1996)
- Budapesti Építészeti Nívódíj (1996)
- Év Háza-díj (1996)
- Év Háza-különdíj (1997)
- Kossuth-díj (1998)
- Építészeti Nívódíj (2000)
- Pollack Mihály-díj – arany fokozata (2002)
- Steindl Imre-díj (2002)
- Prima díj (2003)
- Pogány Frigyes-díj (2010)[11]
- Prima Primissima díj (2011)
- A Magyar Érdemrend tisztikeresztje (2013)
- A Nemzet Művésze (2014)
- Pro Urbe Budapest (2019)

## Fontosabb építészeti művei
- 1971. Kórház, Budapest XI., Tétényi út 12–16. (ma: Szent Imre Kórház-Rendelőintézet)
- 1971–72. Diplomata-lakóház, Budapest, Budakeszi út 46.
- 1973. Lakóház, Budapest, Árnyas utca 15. (Perczel Annával)[12]
- 1975-79. MEDOSZ-székház, Budapest, Jókai tér (Mészáros Endrével)
- 1975-79. Gellért Pezsgőfürdő, Budapest (Fohl Máriával)
- 1975-81. Gellérthegyi víztározó, Budapest, Hegyalja út (Széll Andrással)
- 1976-77. Családi ház, Budapest, Erdőalja út 96.
- 1976-80. „Csipkeházak” (a városközpont I–II. üteme), Zalaegerszeg (Horváth Judittal)
- 1981-86. Krisztina II. Crossbar telefonközpont, Budapest, Városmajor u. (Horváth Judittal)
- 1986. Autóbusz végállomás, Nagykőrös (Kovács Miklóssal)
- 1986-90. A városközpont I–II. üteme, Baja (Nánay Évával és Specker Attilával)
- 1987-88. Családi ház, Budapest, Tündér u. 4. (Ádám Ildikóval)
- 1987-90. Sorházak, Pásztó (Tóth Tiborral)
- 1987-91. Mintalakótelep, Dunakeszi, Tábor út (munkatársak: Ádám I., Czér P., ifj. Eleöd Á., Fogarasi F., Horváth M., Kovács M., Tekeres I., Tóth T.)
- 1990. Társasház, Budapest, Mátyás király út 48. (Váncza Lászlóval)
- 1990. Művészeti Aukciók Háza, Budapest, Mátyás király út 11.
- 1990. Családi ház, Budapest, Óra út 11.
- 1990–91. A városközpont első üteme, Pásztó
- 1991. A városközpont III/1. üteme, Zalaegerszeg (Tekeres Ildikóval)
- 1991. Társasház, Budapest, Zöldlomb utca 44. (Vadász Bencével)
- 1993. A városközpont II. üteme, Pásztó (Ádám Ildikóval)
- 1993. Borospince, Szigliget (Basa Péterrel)
- 1994. Társasházak üzletekkel, Székesfehérvár, Kossuth Lajos u. 9-11.
- 1995. A városközpont III/2. üteme, Zalaegerszeg (Tekeres Ildikóval)
- 1995. Irodaház, Budapest, Orbánhegyi út 49. (Ádám Ildikóval)
- 1996. OTP-lakókert, Budapest, Csatárka u. (Gulyás Évával, Tekeres Ildikóval, Vadász Bencével)
- 1996. Üzlet- és lakóház, Budapest, Árpád út 56. (Basa Péterrel, Takács Tamással)
- 1996. Saját lakóház, Szentendre
- 1997. Lakóegyüttes, Vác, Hattyú u. (Takács Tamással)
- 1997. Családi ház, Szentendre, Zsálya u. 11.
- 1997. New Bauhaus lakónegyed, Budapest, Beregszászi út (Váncza Lászlóval, Miltényi-Miltenberger Miklóssal, Király Noémivel)
- 1997-98. Római katolikus templom, Balassagyarmat (Gulyás Évával)  Archiválva 2009. augusztus 26-i dátummal a Wayback Machine-ben
- 1997-98. Ravatalozó, Vác (Vadász Bencével)
- 1998. A New Bauhaus-lakónegyed további három egysége (Ádám Ildikóval, Király Noémivel)
- 1998. Átriumház, Szada (Ádám Ildikóval)
- 1998. Átriumház, Telki (Tekeres Ildikóval)
- 1999. Henger-ház, Budapest, Hóvirág u. (Miltényi-Miltenberger Miklóssal és Fernezelyi Gergellyel)
- 1999–2000. A hannoveri EXPO 2000 magyar pavilonja (Basa Péterrel és Fernezelyi Gergellyel)
- 2000. Lakópark, Szolnok, Városmajor u. 30.
- 2000. Bakáts Center, Budapest (Tekeres Ildikóval)
- 2001. Lakópark, Budapest XI., Péterhegyi lejtő
- 2002. Ökumenikus Kápolna, Sénye
- 2006. Saját lakóházának bővítése, Szentendre
- 2006. Családi ház, Budapest, Gül Baba utca
- 2006. Mária Valéria Hotel, Esztergom (az építkezés leállt)[13]
- 2007. Családi ház és építészműterem, Szentendre
- 2010. Faluház, Leányfalu  Archiválva 2011. október 29-i dátummal a Wayback Machine-ben
- 2010. Hotel Kaiser (tömbbeépítés), Baja [halott link]
- 2008–2011. Radnóti Miklós Művelődési Központ, Budapest  Archiválva 2011. november 12-i dátummal a Wayback Machine-ben
- 2011. A MEDOSZ-székház felújítása

## Fontosabb képzőművészeti munkái
- 1974. Dózsa-emlékmű, Mezőtúr (Marton Lászlóval)
- 1976. Nemzeti Emlékhely, Mohács (Szlezák Gusztávval, Kő Pállal, Kiss Sándorral, Szabó Istvánnal, Király Józseffel, Illés Gyulával, Bencsik Istvánnal, Pölöskey Józseffel)
- 1981. József Attila-szobor, Budapest (Marton Lászlóval)
- 1982-84. Gellérthegyi kilátókő, Budapest (Lesenyei Mártával)
- 1984. Gábor Áron-emlék, Budapest (Kiss Sándorral)
- 1984. Harangtorony, Decs
- 1987. I. Béla király szobra, Szekszárd (Lesenyei Mártával)
- 1988. Zsigmond király szobra, Pásztó (Kiss Sándorral)
- 1988. Szt. István király szobra, Kalocsa (Kirchmayer Károllyal)
- 1988. Gróf Zichy Mihály szobra, Tbiliszi
- 1988. Bezerédj-emlék, Szedres (Benedek Györggyel)
- 1989. Zrínyi Miklós, Zalaegerszeg (Tóth Bélával)
- 1990. Aradi vértanúk köve, Baja (Bartos Endrével)
- 1990. Szondy-emlék, Drégelypalánk (Kő Pállal)
- 1991. Latinovits Zoltán szobra, Balatonszemes (Melocco Miklóssal)
- 1991. A muhi csata emlékhelye, Muhi (Váncza Lászlóval, Kiss Sándorral)
- 1994. Köztársasági emlékmű, Budapest XI. (Basa Péterrel, Kiss Sándorral)
- 1995. Koldus-kapu, Budapest, Szt. György tér (Vadász Bencével, Kő Pállal, Lehoczky Jánossal)
- 1996. Nepomuki Szent János Baldachin, Pásztó (Czér Péterrel)
- 1997. Cserháti kapu, Pásztó, a városközpont parkja (Czér Péterrel)
- 1998. Szent István király-emlék és kereszt, Somlóhegy (Kiss Sándorral, Czér Péterrel)
- 1999. „Hídvigyázók”, Tahi
- 2001. Millenniumi emlék a Duna partján, Mohács (Czér Péterrel)
- 2001. „Magyarország a Béke Országa” – Sri Chinmoy emlék a Dunaparton
- 2002. Királyok tere, Gyöngyös
- 2007. Weöres Sándor Garabonciás emlékszobor, Szombathely (Lesenyei Mártával)
- 2011. A Mohácsi Nemzeti Emlékhely bővítése[14][15]

## Kötetei
- XLI. Biennale di Venezia 1984. Imre Varga & György Vadász, Ungheria; szerk. Kratochwill Mimi, olaszra ford. Hetényi Ágnes, angolra ford. Lukin Márta; Palazzo delle Esposizioni di Budapest, Budapest, 1984
- Vadász György; riporter Kúnos László, fotó Basa Péter et al.; Kijárat, Budapest, 1997 (Vallomások... architectura sorozat)
- Vadász György–Finta József: Versek, rajzok, 2011; Everengine Kft., Budapest, 2011

## Képgaléria

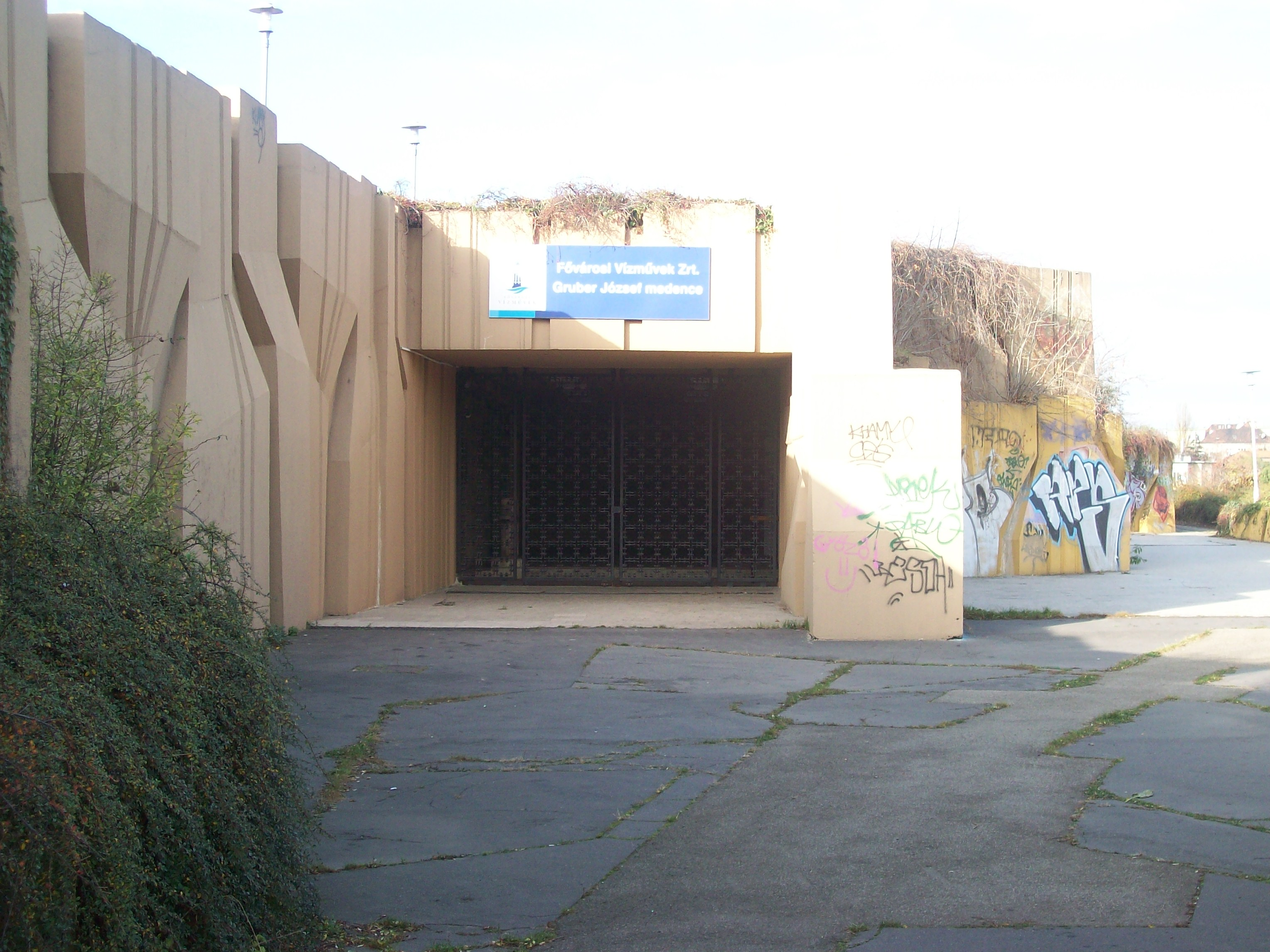
Gellérthegyi víztározó, Budapest, 1975-81
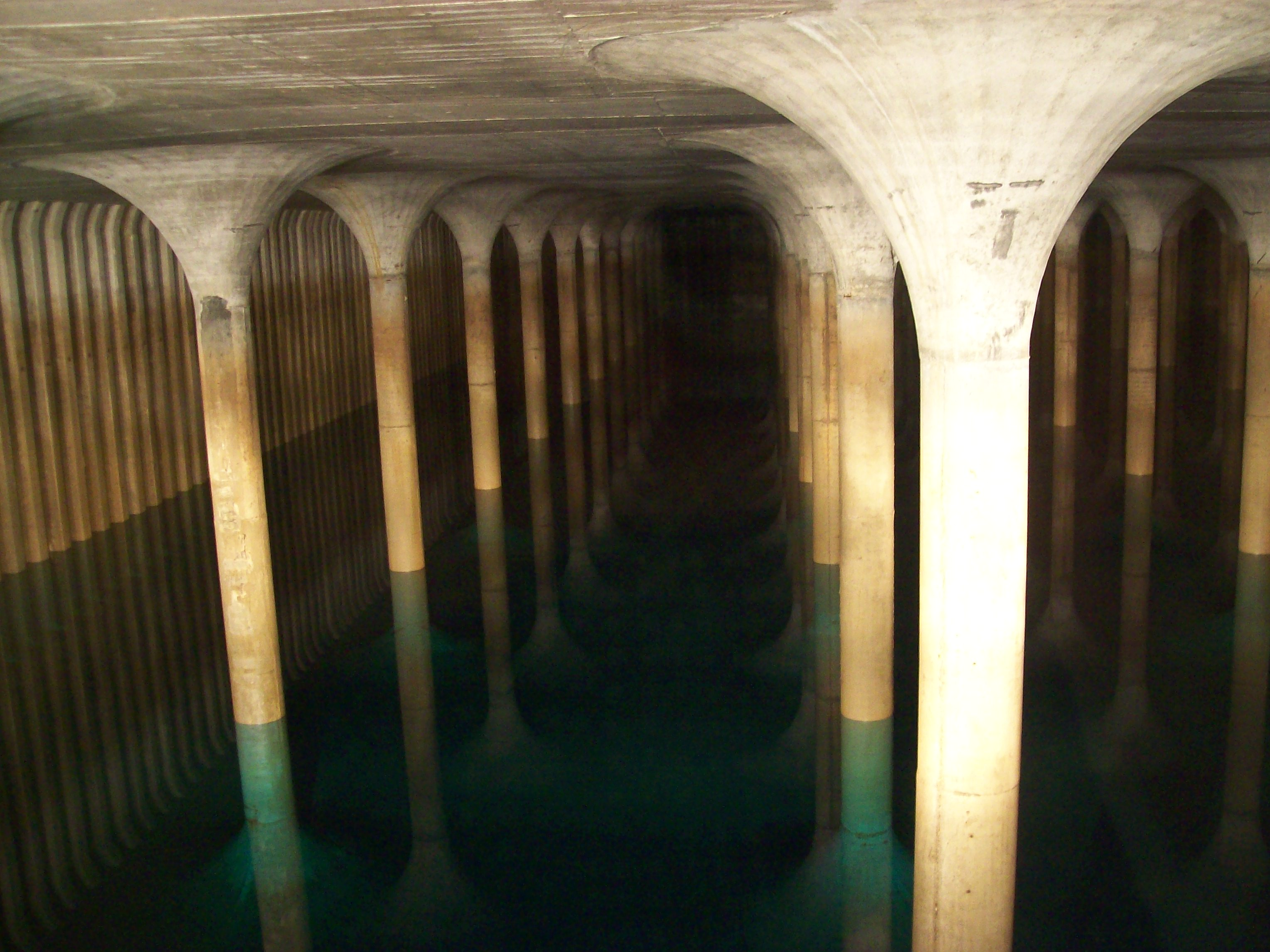
Gellérthegyi víztározó, Budapest, 1975-81
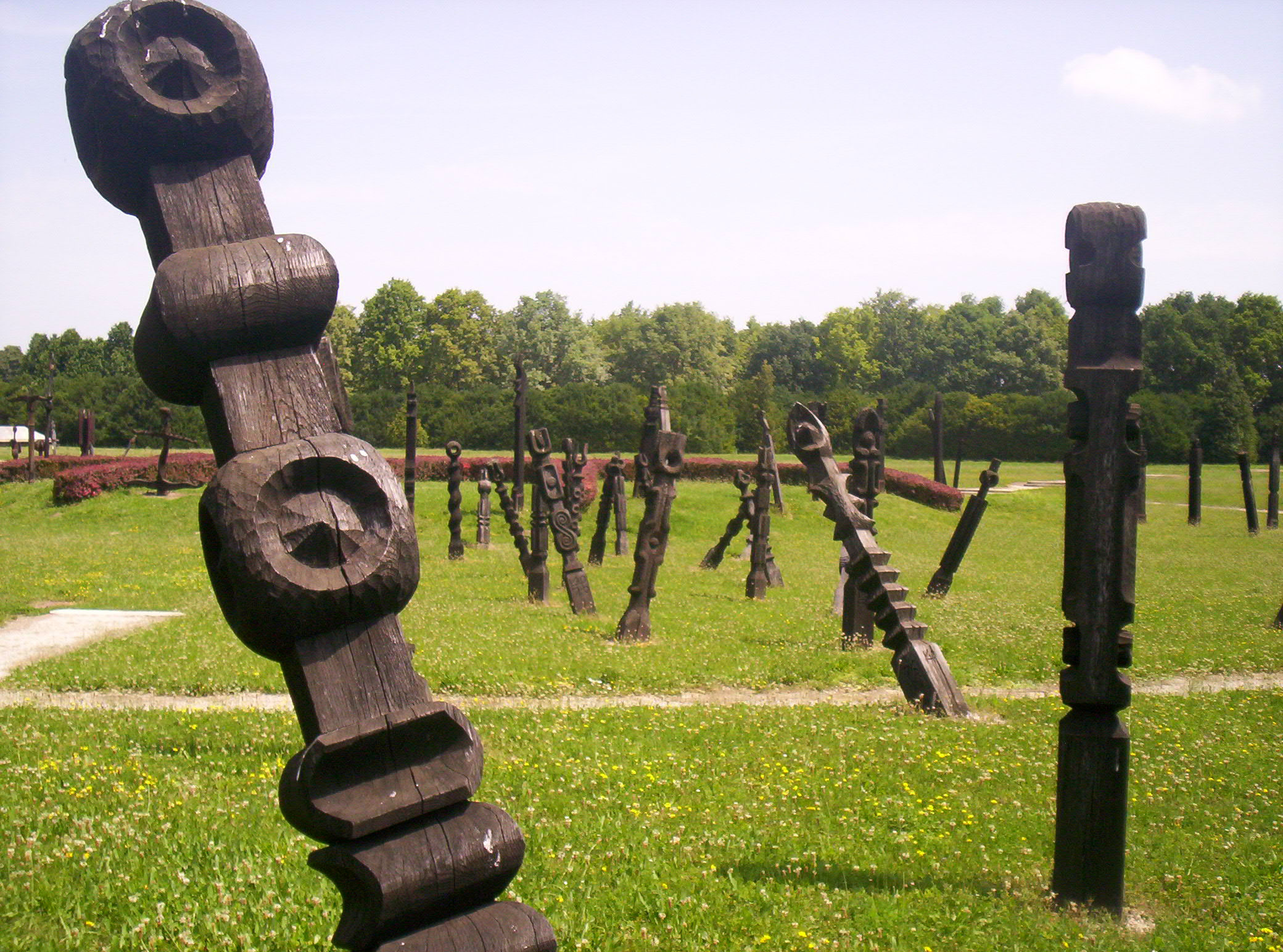
Mohács, a Történelmi Emlékpark részlete, 1976
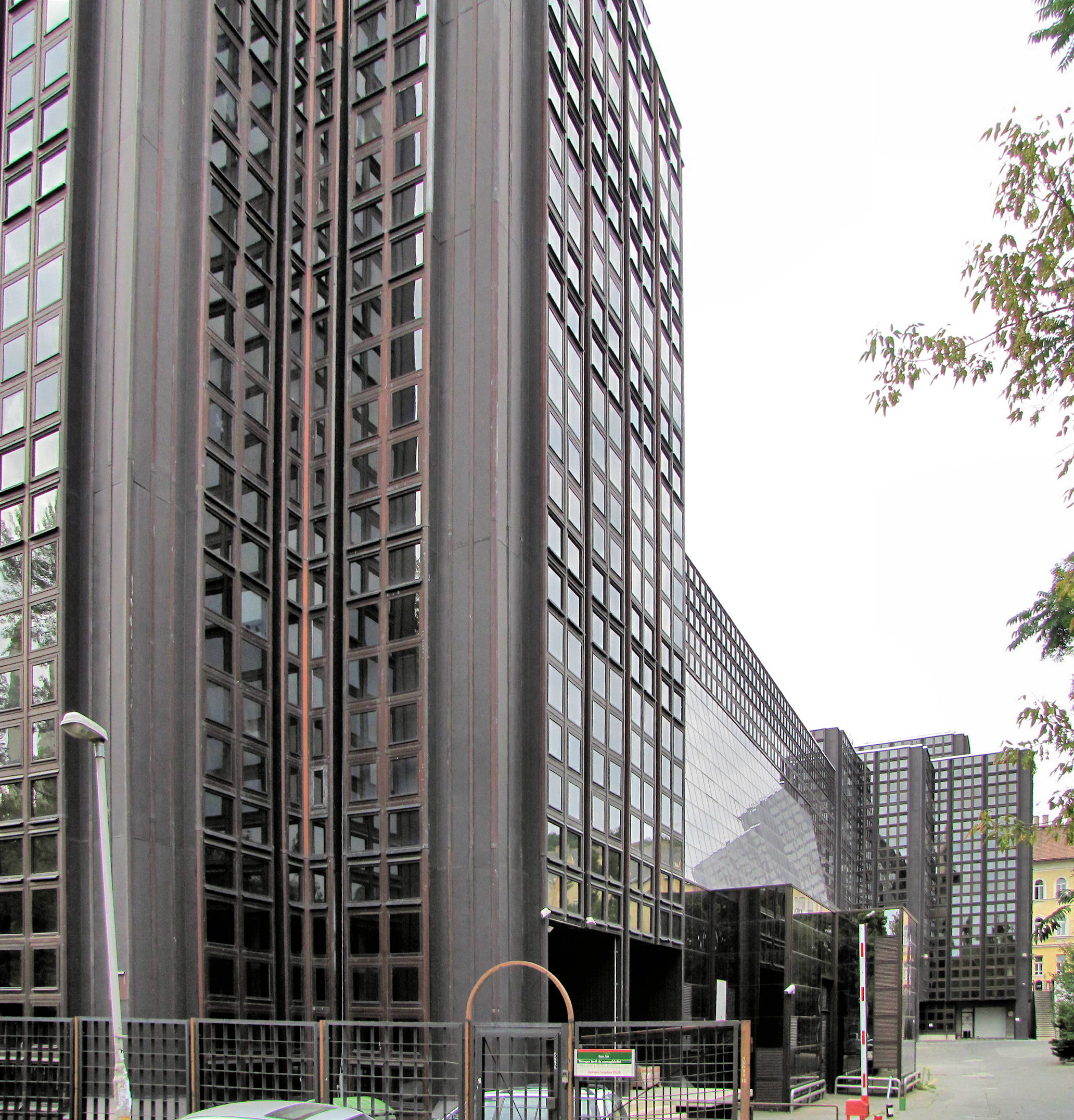
Krisztina II. Crossbar Telefonközpont, Budapest-Városmajor (1981-86)
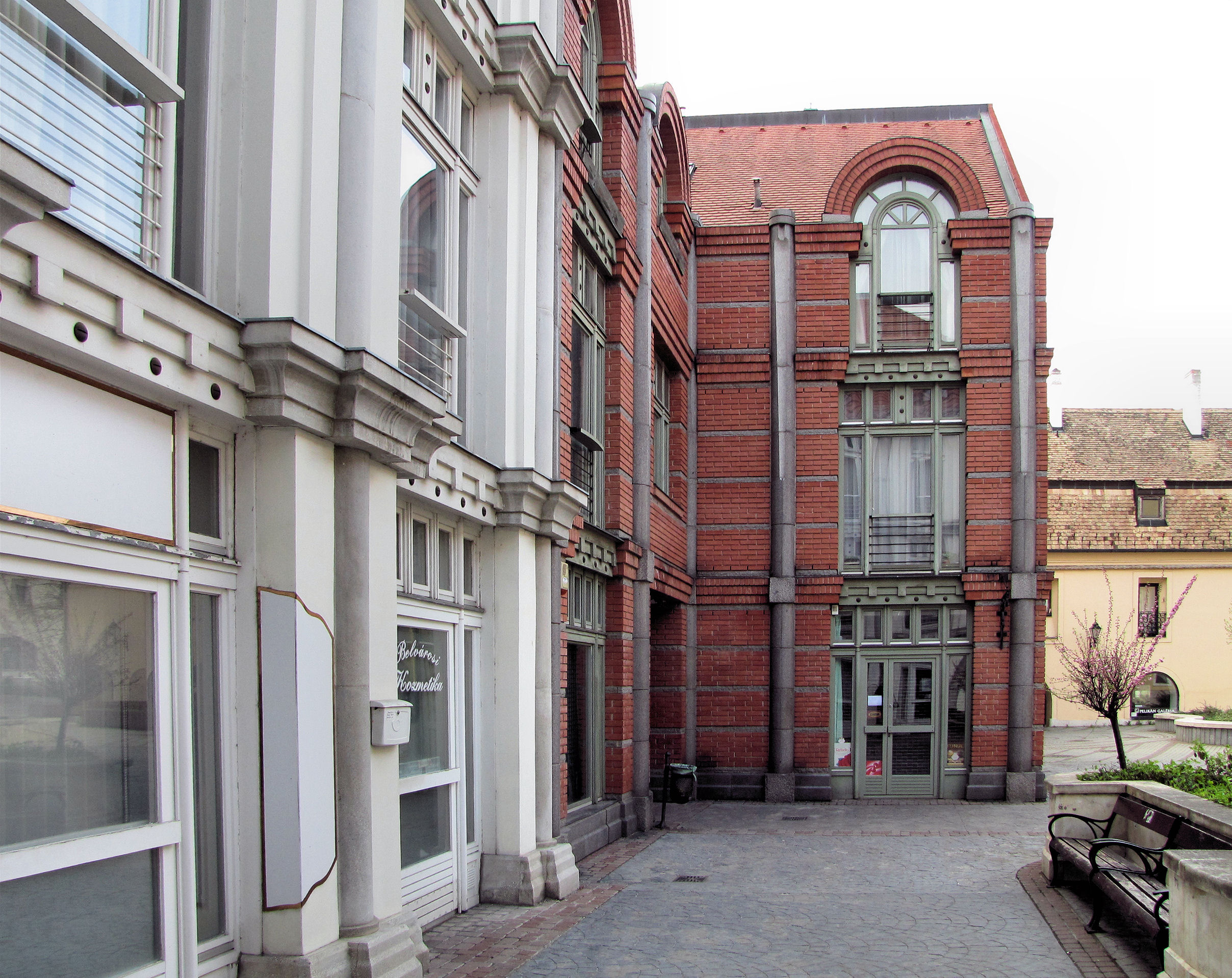
Polgárházak a Kossuth utcában, Székesfehérvár (1994)
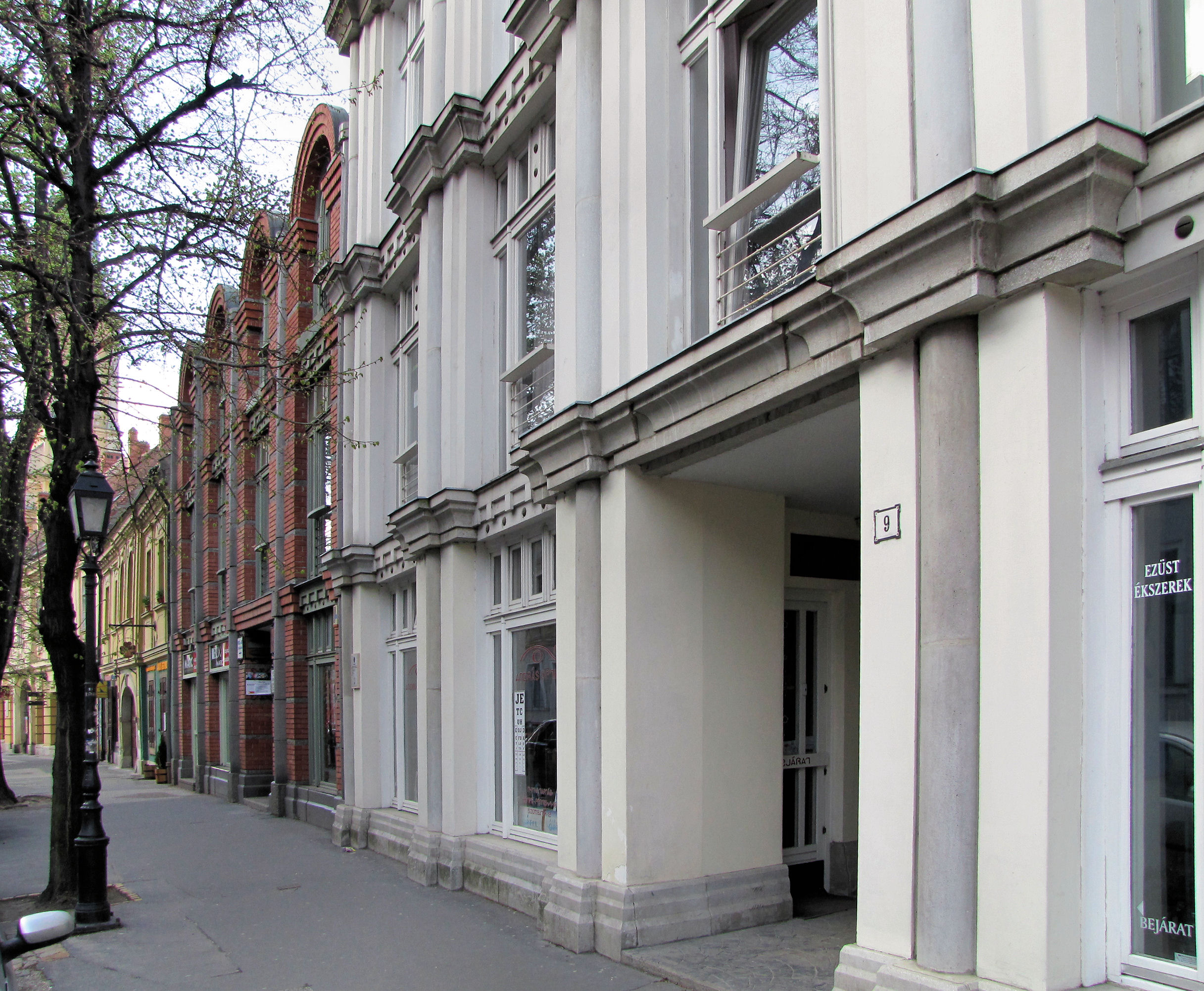
Polgárházak a Kossuth utcában, Székesfehérvár (1994)
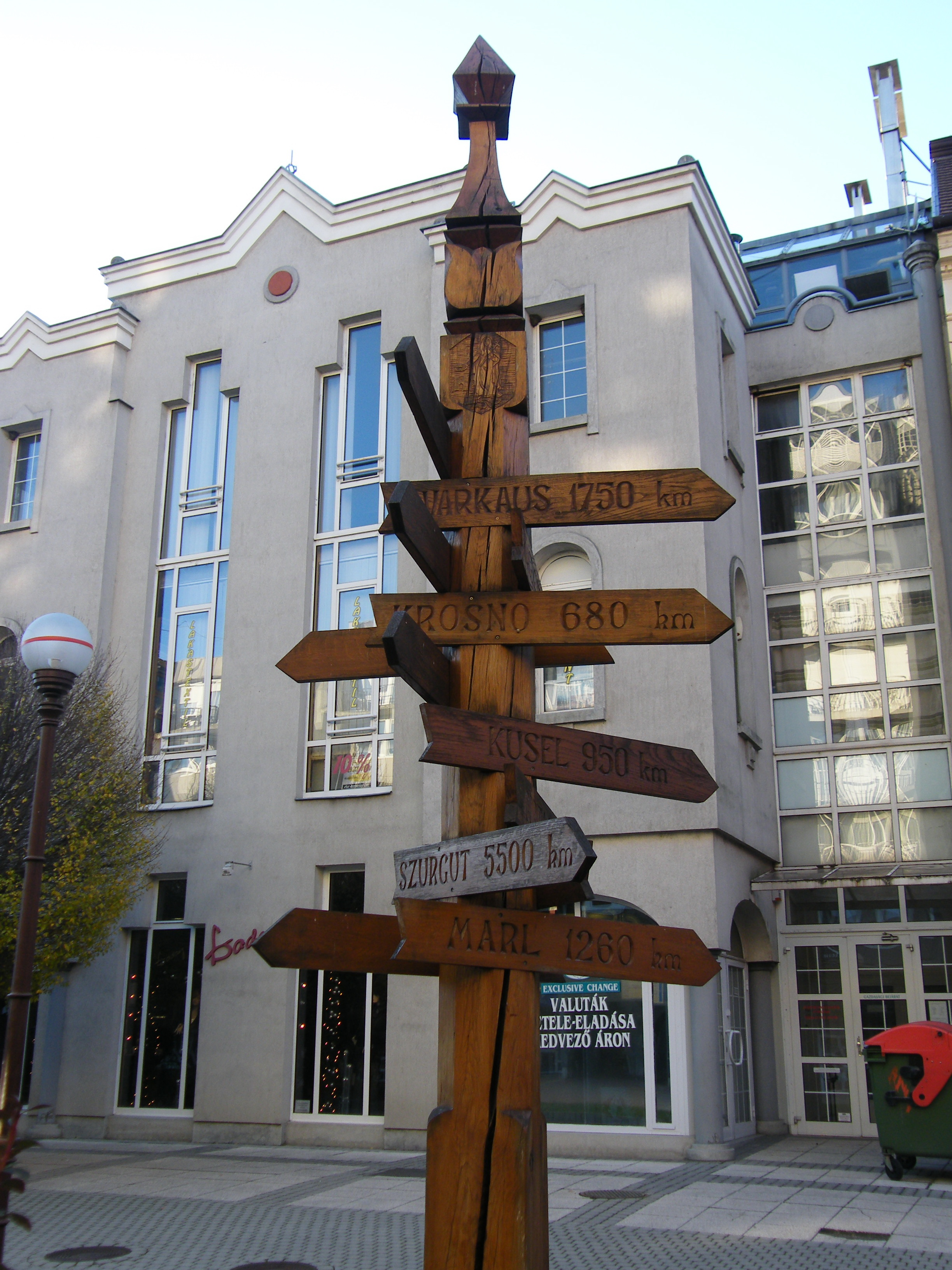
Zalaegerszeg, a városközpont III. üteme, 1990-95
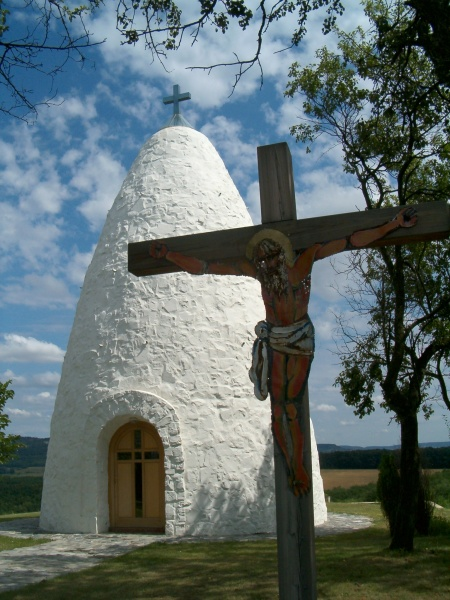
Ökumenikus kápolna, Sénye (2002)
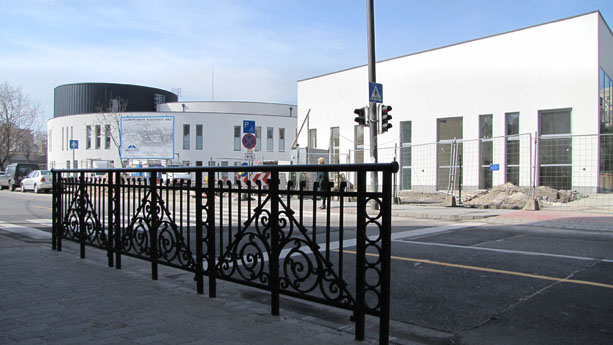
Radnóti Miklós Művelődési Központ, Budapest, 2011
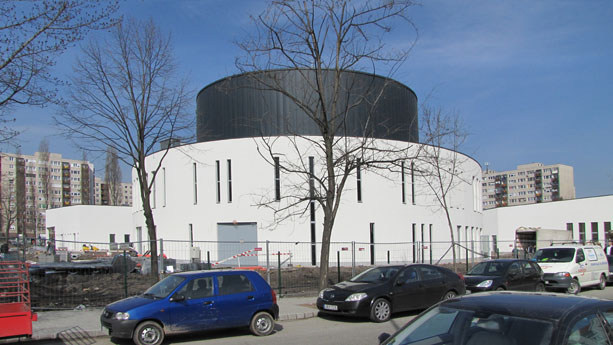
Radnóti Miklós Művelődési Központ, Budapest, 2011

## Külső hivatkozások
- Építészet a negyediken. Beszélgetés Vadász Bencével. ArchTV  (letöltés ideje: 2011-08-22)
- Sztankay Ádám: Az építész. Vadász György legszebb házai. In: 168 Óra Online  Archiválva 2011. július 26-i dátummal a Wayback Machine-ben (letöltés ideje: 2011-08-22)
- Vadász és Társai Építőművész Kft.
- Vadász György képzőművészeti munkái a szoborlap.hu-n